# Spirocypris horrida
Spirocypris horrida är en kräftdjursart som först beskrevs av Georg Ossian Sars 1926.  Spirocypris horrida ingår i släktet Spirocypris och familjen Cyprididae. Inga underarter finns listade i Catalogue of Life.